# Южноаравийское письмо
Южноаравийское письмо (древн. южноарав. 𐩣𐩯𐩬𐩵, ms³nd, араб. المُسند‎, аль-му́снад) — древняя письменность, от которой произошло современное эфиопское письмо.

## Происхождение
Южноарабское письмо отделилось от протоханаанейского алфавита не позднее IX века до н. э. Оно использовалось для записей на древних южноаравийских языках в Сабейском царстве, Катабане, Хадрамауте, Маине и Химьяре, а также ранних форм геэза в доаксумских княжествах.
В Бейт-Шемеше была обнаружена табличка с угаритским алфавитом, где порядок знаков совпадал с порядком знаков в южноаравийском письме. А. Г. Лундин предполагал, что в письме, которое было прототипом финикийского, угаритского и южноаравийского, могли существовать два конкурирующих способа перечня знаков (аналогично тому, как в современном арабском письме есть обычный порядок знаков и порядок знаков для численных значений, восходящие к разным традициям).
Одни из первых надписей на этом алфавите, датирующиеся 9 веком до н. э., были сделаны в провинции Аккеле Гузай в Эритрее. Надписи, найденные в Вавилоне и в Йемене, датируются 8 веком до н. э.

## Развитие и потомки
Южноаравийское письмо окончательно сложилось к 500 году до н. э. и использовалось (включая старо-североарабские надписи на одном из его вариантов) вплоть до VII века н. э., когда было замещено арабским алфавитом. В Эфиопии из него произошёл алфавит геэз, который, с добавленными в последующие столетия дополнительными символами, используется для записи амхарского языка, тигринья и тигре, а также других языков — семитских, кушитских и нило-сахарских.
Курсивный шрифт «забур» («южноаравийский минускул») использовался древними йеменцами для ведения ежедневных записей на деревянных дощечках. Монументальные надписи, подобные приведенным на иллюстрациях, высекались шрифтом «муснад».

## Знаки
В южноаравийском письме 29 знаков, часть из которых имеет соответствия в других алфавитах, в частности, угаритском и финикийском:
| Эпиграфический южноаравийский алфавит | Эпиграфический южноаравийский алфавит | Эпиграфический южноаравийский алфавит | Эпиграфический южноаравийский алфавит | Эпиграфический южноаравийский алфавит | Эпиграфический южноаравийский алфавит | Эпиграфический южноаравийский алфавит | Эпиграфический южноаравийский алфавит | Эпиграфический южноаравийский алфавит | Эпиграфический южноаравийский алфавит | Эпиграфический южноаравийский алфавит | Эпиграфический южноаравийский алфавит | Эпиграфический южноаравийский алфавит | Эпиграфический южноаравийский алфавит | Эпиграфический южноаравийский алфавит | Эпиграфический южноаравийский алфавит | Эпиграфический южноаравийский алфавит | Эпиграфический южноаравийский алфавит | Эпиграфический южноаравийский алфавит | Эпиграфический южноаравийский алфавит | Эпиграфический южноаравийский алфавит | Эпиграфический южноаравийский алфавит | Эпиграфический южноаравийский алфавит | Эпиграфический южноаравийский алфавит | Эпиграфический южноаравийский алфавит | Эпиграфический южноаравийский алфавит | Эпиграфический южноаравийский алфавит | Эпиграфический южноаравийский алфавит | Эпиграфический южноаравийский алфавит | Эпиграфический южноаравийский алфавит | Эпиграфический южноаравийский алфавит | Эпиграфический южноаравийский алфавит | Эпиграфический южноаравийский алфавит |
| ------------------------------------- | ------------------------------------- | ------------------------------------- | ------------------------------------- | ------------------------------------- | ------------------------------------- | ------------------------------------- | ------------------------------------- | ------------------------------------- | ------------------------------------- | ------------------------------------- | ------------------------------------- | ------------------------------------- | ------------------------------------- | ------------------------------------- | ------------------------------------- | ------------------------------------- | ------------------------------------- | ------------------------------------- | ------------------------------------- | ------------------------------------- | ------------------------------------- | ------------------------------------- | ------------------------------------- | ------------------------------------- | ------------------------------------- | ------------------------------------- | ------------------------------------- | ------------------------------------- | ------------------------------------- | ------------------------------------- | ------------------------------------- | ------------------------------------- |
| Знак Транскрипция IPA                 | h [h]                                 | l [l]                                 | ḥ [ħ]                                 | m [m]                                 | q [q]                                 | w [w]                                 | s² [ɬ]                                | r [r]                                 | b [b]                                 | t [t]                                 | s¹ [s]                                | k [k]                                 | n [n]                                 | ḫ [x]                                 | s³ [s̪]                                | f [f]                                 | ʾ [ʔ]                                 | ʿ [ʕ]                                 | ḍ [ɬʼ]                                | g [g]                                 | d [d]                                 | ġ [ɣ]                                 | ṭ [tʼ]                                | z [z]                                 | ḏ [ð]                                 | y [j]                                 | ṯ [θ]                                 | ṣ [tˢʼ]                               | ẓ [θʼ]                                |                                       |                                       |                                       |
| Другие варианты транскрипции          | Другие варианты транскрипции          | Другие варианты транскрипции          | Другие варианты транскрипции          | Другие варианты транскрипции          | Другие варианты транскрипции          | Другие варианты транскрипции          | ś,š                                   |                                       |                                       |                                       | š,s                                   |                                       |                                       |                                       | s,ś                                   |                                       |                                       |                                       |                                       |                                       |                                       |                                       |                                       |                                       |                                       |                                       |                                       |                                       |                                       |                                       |                                       |                                       |

| Знак Транскрипция IPA | r [r]    | ʿ [ʕ]    | w [w]    | q [q]    | y [j]    | ṯ [θ]    | ṣ [tˢʼ]  | ẓ [θʼ]   | h [h] | ḥ [ħ] | ḫ [x] | ʾ [ʔ] | s¹ [s] | k [k] | ġ [ɣ] | b [b] | n [n]        | g [g]        | l [l]        | m [m]        | s² [ɬ]       | s³ [s̪]       | t [t]        | f [f]        | z [z]        | d [d]        | ḏ [ð]      | ḍ [ɬʼ]     | ṭ [tʼ]     |
|                       | Округлые | Округлые | Округлые | Округлые | Округлые | Округлые | Округлые | Округлые | Y     | Y     | Y     | Π     | Π      | Π     | Π     | Π     | Вертикальные | Вертикальные | Вертикальные | Диагональные | Диагональные | Диагональные | Диагональные | Диагональные | Диагональные | Диагональные | Квадратные | Квадратные | Квадратные |

## Юникод
| Южноаравийское письмо в Юникоде |   |   |   |   |   |   |   |   |   |   |   |   |   |   |   |   |
|                                 | 0 | 1 | 2 | 3 | 4 | 5 | 6 | 7 | 8 | 9 | A | B | C | D | E | F |
| U+10A6x                         | 𐩠 | 𐩡 | 𐩢 | 𐩣 | 𐩤 | 𐩥 | 𐩦 | 𐩧 | 𐩨 | 𐩩 | 𐩪 | 𐩫 | 𐩬 | 𐩭 | 𐩮 | 𐩯 |
| U+10A7x                         | 𐩰 | 𐩱 | 𐩲 | 𐩳 | 𐩴 | 𐩵 | 𐩶 | 𐩷 | 𐩸 | 𐩹 | 𐩺 | 𐩻 | 𐩼 | 𐩽 | 𐩾 | 𐩿 |